# 杜清

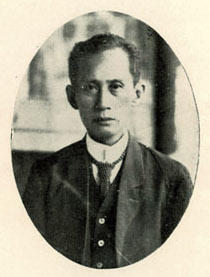
杜清

杜清（1869年6月1日—1936年12月6日），大甲街（今臺中市大甲區）人，字瑞堂。1869年生。祖籍福建省同安縣。初遷台灣苗栗後龍。其父杜武生（號繩明）是大甲德高望重之士。杜清性格溫柔敦厚沉默寡言，尊重義禮，長存愛友如己之心。從小修習漢學，特別喜愛哲學。
1889年，杜清擔任大甲文昌祠附設明善堂義倉董主。1895年2月轉任大甲練習撫安局董事。日本領台以後仍擔任公職。1900年，鑒於帽蓆前途無量，於是聚集地方資本家創始合泰商行，積極改良大甲帽蓆並推展市場至歐美各地，大甲帽蓆盛名因之遠播。1909年任台中廳參事，對地方公共事業無不盡力而為。據說曾將日本政府拆除臺灣府儒考棚的舊木料，以四個月時間用牛車經后里搬回大甲，以改建其閩南式的住宅，以資留念，並命名為「瑞蓬堂」。1914年組織大甲帽蓆購買販賣組合，被選為組合長。1919年被選為台灣帽蓆同業組合聯合會副會長。台灣總督府為表彰其對帽蓆的貢獻，特授臺灣紳章。1923年12月10日晨，在台灣總督府警務局的指示下，對臺灣議會關係人展開舉證搜查，首遭搜查扣押，杜清長子杜香國亦遭搜查傳訊。其神色無懼怒斥日本政府。1936年12月6日逝世，享壽六十九。

## 資料來源
- 台中縣誌卷七人物誌